# Вревская, Юлия Петровна
Ю́лия Петро́вна Вре́вская (25 января (6 февраля) 1838 или 1841, Лубны Полтавской губернии — 24 января (5 февраля) 1878, близ г. Бяла, Болгария) — баронесса, урождённая Варпаховская. Друг И. С. Тургенева. Во время русско-турецкой войны — сестра милосердия полевого госпиталя Российского Красного креста.

## Биография
Родилась в городе Лубны Полтавской губернии в семье участника Бородинского сражения, командующего Отдельной резервной кавалерийской дивизией, генерал-лейтенанта Петра Евдокимовича Варпаховского (1791—1868) и Каролины Ивановны (урождённой Блех) (1805—1870).
Училась Юлия Петровна сначала в Одесском институте благородных девиц, а затем, после переезда в 1848 году семьи в Ставрополь, в Ставропольском «Среднеучебном Заведении Св. Александры для воспитания женского пола». В 1857 году вышла замуж за И. А. Вревского. После свадьбы они переехали из Ставрополя во Владикавказ. Однако их совместная жизнь продолжалась недолго. В конце августа 1858 года И. А. Вревский был тяжело ранен в бою и через несколько дней скончался. У него осталось трое детей от предыдущего гражданского брака с черкешенкой. Юлия Петровна позаботилась о сиротах — она отправилась с ними в Тифлис, добилась присвоения всем незаконнорождённым детям, носившим до того фамилию Терские, фамилии отца и помогла им устроиться в привилегированные учебные заведения с возможностью унаследовать отцовский капитал.
Оставшись вдовой в двадцать лет, Ю. П. Вревская переехала в Петербург, где была приглашена ко двору и получила место фрейлины Марии Александровны. За десять лет придворной жизни (1860—1870) Вревская побывала с императрицей во Франции, Италии, Сирии, на лучших курортах Европы, в Африке, Палестине, Иерусалиме.
Деятельная натура Юлии Петровны требовала большего, чем придворные обязанности и светская жизнь. Среди её друзей в России были писатели Д. В. Григорович, И. С. Тургенев, В. А. Соллогуб, поэт Я. П. Полонский, художники В. В. Верещагин и И. К. Айвазовский. Она много путешествовала по Европе, Кавказу, Ближнему Востоку; знакомилась с замечательными людьми (в том числе с Виктором Гюго и Ференцем Листом). Вревская поражала всех, кто её знал, своей начитанностью. С 1873 года Юлия Петровна стала дружить и переписываться с И. С. Тургеневым.
В 1877 году, с началом русско-турецкой войны, Вревская решила ехать в Действующую Армию. На деньги, вырученные от продажи орловского имения, она снарядила санитарный отряд. Сама Юлия Петровна стала рядовой сестрой милосердия, с 19 июня 1877 году в 45-м военно-временном эвакогоспитале города Яссы (Румыния), а с 20 ноября 1877 года в 48-м военно-временном эвакогоспитале близ города Бяла в Болгарии. Она выполняла самую тяжёлую и грязную работу. «Война вблизи ужасна, сколько горя, сколько вдов и сирот», — написала она в одном из писем на родину. В декабре Вревская работала в прифронтовом перевязочном пункте в деревне Обретеник. Последнее письмо Юлия Вревская написала своей сестре Наталье 12 января 1878 года. 17 января она заболела тяжёлой формой сыпного тифа. Скончалась Юлия Вревская 5 февраля 1878 года. Её похоронили в платье сестры милосердия около православного храма в Бяле.

## Дань памяти
- Юлии Петровне Вревской посвятили свои стихи Я. Полонский — «Под красным крестом», В. Гюго — «Русская роза, погибшая на болгарской земле».
- И. Тургенев откликнулся на её смерть одним из самых замечательных своих стихотворений в прозе — «Памяти Ю. Вревской».
- В 1920-е годы в Париже работал «Русский союз (община) сестёр милосердия имени Вревской».
- О судьбе Ю. П. Вревской в 1977 году был снят совместный советско-болгарский художественный фильм «Юлия Вревская», в главной роли — Людмила Савельева.
- Принадлежавшее Ю. П. Вревской имение Мишково близ села Дубовик Малоархангельского уезда Орловской губернии не сохранилось.
- В июне 2019 года в Ставрополе установлен памятник трём ставропольским медсёстрам: Юлии Вревской — героине Русско-турецкой войны, Римме Ивановой, отличившейся в Первую мировую войну, и Матрёне Ноздрачёвой — героине Великой Отечественной войны[4].